# Amadeus Rádió
Az Amadeus Rádió egy Szolnokon fogható helyi kereskedelmi rádió volt, amely 2011 és 2021 között működött. 

## Története
A rádió 2011. április 1-én indult el Szolnokon és környékén az FM 102,4 MHz-es frekvencián. 2015-ben új logót, 2017-ben pedig új hangzóarculatot kapott a rádió.
2018-ban tulajdonost váltott a rádió, ami azt jelenti, hogy megvásárolta a budapesti Retro Rádiót üzemeltető Tranzisztor Kft., azonban a rádiót nem kapcsolták hálózatba.
2021. április 1-én hálózatba kapcsolódott a budapesti székhelyű Best FM-mel, ezzel éjfélkor a rádió nem sokkal FM-en megszűnt, azonban interneten aznap 13:40-ig még hallható volt.
Az önálló 24 órás adás megszűnése után Pilán Éva és Kiss Kata a kiskunfélegyházi Rádió Smile-nál, míg Schubert Krisztián a budapesti 103,9 Rock FM-en folytatják a műsorvezetést. Kunos Fecó 2024-ig a kiskunfélegyházi 91.1 és a kiskunmajsai 88.2 Rádió 1-en folytatta.

## Munkatársak

### Műsorvezetők
- Czinege Levente
- Joó Csaba
- Pilán Éva
- Kunos Fecó
- Oláh Andrea
- Péter Petra
- Kiss Kata
- Molnár Róbert
- Fodor Attila
- Schubert Krisztián

### Hírszerkesztők
- Molnár Róbert
- Molnár Boglárka
- Király László